# 李永鎬
李 永鎬（リ・ヨンホ、리영호）は、朝鮮民主主義人民共和国（北朝鮮）の満州派に属する軍人、政治家。李英鎬とも表記される。朝鮮戦争開戦時の第3師団長。

## 経歴
1909年、慶尚道（北道か南道かは不明）に生まれる。
1936年2月、東北人民革命軍第4軍第2師交通員。
1938年、抗日パルチザンの東北抗日連軍第7軍第2師第7団政治委員。
1940年3月、東北抗日連軍第2路軍第2支隊第2大隊政治委員。日本軍の討伐を逃れてソ連に入り、同年12月に党幹部会議が開かれ、北野営党臨時委員会宣伝委員。
1942年、第88特別旅団第3大隊第5中隊副中隊長・上尉。
第2次世界大戦終戦後は帰国し朝鮮人民軍の創設に参加。1946年、保安幹部訓練所第3所長。後に保安幹部訓練所が師団に改編されると、第2師団第6連隊長。1947年、李権武がソ連軍顧問と衝突して兵士に降格した際に第1師団第1連隊長を務めた。1948年、第3師団長。第3師団は当時の人民軍最精鋭師団であり国境開戦や大田の戦い、釜山橋頭堡の戦いに参加した。第3師団長としての功績で朝鮮民主主義人民共和国英雄と第1級国旗勲章を受章した。しかし国連軍の抵抗で消耗して1950年9月の反抗作戦で第3師団は壊滅し、李英鎬は帰還した。帰還後は第7軍団長等を歴任した。
1953年、民族保衛省副相。
1954年、海軍司令官に就任。
1954年3月、朝鮮人民代表団副団長として中華人民共和国を訪問。
1956年4月、朝鮮労働党中央委員会委員（第3回党大会）。
1957年5月、駐中国大使。
1959年12月、朝鮮人民軍中将。
1961年9月、労働党中央委員会委員（第4回党大会）。
1962年4月、中国大使を辞任。5月、労働党中央委員会行政部長。10月、最高人民会議第3期代議員当選、最高人民会議常任委員会委員。
1965年、朝鮮人民軍大将。
1967年、最高人民会議常任委員会副委員長。
軍部強硬派であったため1970年頃に粛清。